# Torno Largo Estancia (El Manguito)
Torno Largo Estancia (El Manguito) es una localidad del municipio de Centro ubicado en la subregión centro del estado mexicano de Tabasco.

## Geografía
La localidad de Torno Largo Estancia (El Manguito) se sitúa en las coordenadas geográficas 18°12′03″N 92°49′17″O / 18.200833, -92.821389, a una elevación de 1 metro sobre el nivel del mar.

## Demografía
Según el Conteo de Población y Vivienda 2020, efectuado por el Instituto Nacional de Estadística y Geografía, la localidad de Torno Largo Estancia (El Manguito) tiene 121 habitantes, de los cuales 64 son del sexo masculino y 57 del sexo femenino. Su tasa de fecundidad es de 2.35 hijos por mujer y tiene 10 viviendas particulares habitadas.
| Gráfica de evolución demográfica de Torno Largo Estancia (El Manguito) entre 1990 y 2020 |
|                                                                                          |
| INEGI.                                                                                   |